# Atletism la Jocurile Olimpice de vară din 2020 - 5.000 m (feminin)
Proba de 5.000 de metri feminin de la Jocurile Olimpice de vară din 2020 a avut loc în perioada 30 iulie-2 august 2021 pe Stadionul Național al Japoniei.

## Recorduri
Înaintea acestei competiții, recordurile mondiale și olimpice erau următoarele:
| Record  | Atlet                  | Timp     | Loc                      | Data           |
| ------- | ---------------------- | -------- | ------------------------ | -------------- |
| Mondial | Tirunesh Dibaba (ETH)  | 14:11,15 | Oslo, Norvegia           | 6 iunie 2008   |
| Olimpic | Vivian Cheruiyot (KEN) | 14:26,17 | Rio de Janeiro, Brazilia | 19 august 2016 |

## Program
Orele sunt ora Japoniei (UTC+9) 
| Data                  | Oră   | Etapă   |
| --------------------- | ----- | ------- |
| Vineri, 30 iulie 2021 | 19:00 | Etapa 1 |
| Luni, 2 august 2021   | 19:00 | Finala  |

## Rezultate

### Calificări
Se califică în finală primele cinci atlete din fiecare serie (C) și următoarele atlete cu cei mai buni 5 timpi (c). 

#### Seria 1
| Loc | Atletă                 | Țară                       | Timp     | Note  |
| --- | ---------------------- | -------------------------- | -------- | ----- |
| 1   | Sifan Hassan           | Olanda                     | 14:47,89 | C     |
| 2   | Agnes Jebet Tirop      | Kenya                      | 14:48,01 | C, RS |
| 3   | Senbere Teferi         | Etiopia                    | 14:48,31 | C     |
| 4   | Ejgayehu Taye          | Etiopia                    | 14:48,52 | C     |
| 5   | Lilian Kasait Rengeruk | Kenya                      | 14:50,36 | C, RS |
| 6   | Yasemin Can            | Turcia                     | 14:50,92 | c     |
| 7   | Karissa Schweizer      | Statele Unite ale Americii | 14:51,34 | c, RS |
| 8   | Selamawit Teferi       | Israel                     | 14:53,43 | c, RN |
| 9   | Ririka Hironaka        | Japonia                    | 14:55,87 | c, RP |
| 10  | Andrea Seccafien       | Canada                     | 14:59,55 | c     |
| 11  | Laura Galván           | Mexic                      | 15:00,16 | RN    |
| 12  | Kaede Hagitani         | Japonia                    | 15:04,95 | RP    |
| 13  | Jessica Judd           | Marea Britanie             | 15:09,47 |       |
| 14  | Camille Buscomb        | Noua Zeelandă              | 15:24,39 |       |
| 15  | Prisca Chesang         | Uganda                     | 15:25,72 |       |
| 16  | Lucía Rodríguez        | Spania                     | 15:26,19 | RP    |
| 17  | Julie-Anne Staehli     | Canada                     | 15:33,39 |       |
| 18  | Rose Davies            | Australia                  | 15:50,07 |       |
| 19  | Sarah Chelangat        | Uganda                     | 15:59,40 | RS    |

#### Seria 2
| Loc | Atletă                    | Țară                       | Timp     | Note          |
| --- | ------------------------- | -------------------------- | -------- | ------------- |
| 1   | Gudaf Tsegay              | Etiopia                    | 14:55,74 | C             |
| 2   | Hellen Obiri              | Kenya                      | 14:55,77 | C             |
| 3   | Nadia Battocletti         | Italia                     | 14:55,83 | C, RP         |
| 4   | Elise Cranny              | Statele Unite ale Americii | 14:56,14 | C, RS         |
| 5   | Karoline Bjerkeli Grovdal | Norvegia                   | 14:56,82 | C             |
| 6   | Nozomi Tanaka             | Japonia                    | 14:59,93 | RP            |
| 7   | Rachel Schneider          | Statele Unite ale Americii | 15:00,07 |               |
| 8   | Rahel Daniel              | Eritreea                   | 15:02,59 |               |
| 9   | Amy-Eloise Markovic       | Marea Britanie             | 15:03,22 | RP            |
| 10  | Eilish McColgan           | Marea Britanie             | 15:09,68 |               |
| 11  | Jenny Blundell            | Australia                  | 15:11,27 |               |
| 12  | Esther Chebet             | Uganda                     | 15:11,47 |               |
| 13  | Dominique Scott           | Africa de Sud              | 15:13,94 | RS            |
| 14  | Kate van Buskirk          | Canada                     | 15:14,96 |               |
| 15  | Isobel Batt-Doyle         | Australia                  | 15:21,65 |               |
| 16  | Diane van Es              | Olanda                     | 15:47,01 |               |
| 17  | Marthe Yankurije          | Rwanda                     | 15:55,94 | RS            |
| -   | Francine Niyonsaba        | Burundi                    | -        | Descalificată |
| -   | Klara Lukan               | Slovenia                   |          | Nu a terminat |

### Finala
| Loc | Atletă                    | Țară                       | Timp     | Note |
| --- | ------------------------- | -------------------------- | -------- | ---- |
| 1   | Sifan Hassan              | Olanda                     | 14:36,79 |      |
| 2   | Hellen Obiri              | Kenya                      | 14:38,36 |      |
| 3   | Gudaf Tsegay              | Etiopia                    | 14:38,87 |      |
| 4   | Agnes Jebet Tirop         | Kenya                      | 14:39,62 | SB   |
| 5   | Ejgayehu Taye             | Etiopia                    | 14:41,24 |      |
| 6   | Senbere Teferi            | Etiopia                    | 14:45,11 |      |
| 7   | Nadia Battocletti         | Italia                     | 14:46,29 | PB   |
| 8   | Yasemin Can               | Turcia                     | 14:46,49 |      |
| 9   | Ririka Hironaka           | Japonia                    | 14:52,84 | RN   |
| 10  | Selamawit Teferi          | Israel                     | 14:54,39 |      |
| 11  | Karissa Schweizer         | Statele Unite ale Americii | 14:55,80 |      |
| 12  | Lilian Kasait Rengeruk    | Kenya                      | 14:55,85 |      |
| 13  | Elise Cranny              | Statele Unite ale Americii | 14:55,98 | SB   |
| 14  | Karoline Bjerkeli Grøvdal | Norvegia                   | 15:09,37 |      |
| 15  | Andrea Seccafien          | Canada                     | 15:12,09 |      |